# عفت مرعشي
عفت مرعشي (1935) أرملة السياسي الإيراني والرئيس الأسبق أكبر هاشمي رفسنجاني. 

## إحتجاجات 2009
في عام 2009 خلال احتجاجات الانتخابات ، نُقل عنها قولها: «إذا رأى الناس أن [الحكومة] قد خدعتهم، فعليهم الاحتجاج في الشوارع».

## الحياة الشخصية
تزوجت عفت مراشي من أكبر هاشمي رفسنجاني في عام 1958. وقد أنجبا 5 أبناء هم : فاطمة ومحسن وفايزة ومهدي وياسر. 